# Ванька та Месник
«Ванька та Месник» — український радянський німий художній фільм, знятий режисером Акселем Лундіним 1928 року. Екранізація повісті «Ванька Огнєв і його собака Партизан» Васюніна (Каманін) Федора Георгійовича (1897—1979).
Кінофільм у кінці 1920-х — на початку 1930-х років не без успіху змагався з такою популярною кінокартиною, як «Червоні дияволята».
Перший фільм Київської кінофабрики ВУФКУ, сама стрічка знімалась ще в стінах недобудованої фабрики.
Прем'єра фільму відбулася 4 березня 1928 в Києві, 23 жовтня 1928 в Москві.
Фільм зберігається у Фільмофонді Національного центру Олександра Довженка.

## Сюжет
Дитячий фільм про пастушка Ваню, який врятував двох червоноармійців-розвідників. Хлопчик, батьків якого вбили білогвардійці, стає маленьким розвідником і разом з вірним псом Месником чинить ряд героїчних подвигів.

## Актори
- Володя Нольман
- Павло Значковський
- Тарас Яворський
- Дмитро Федоровський
- Сергій Мелещенко
- Микола Садовський
- Андрій Петровський
- Антон Клименко
- Анатолій Ненюков
- Михайло Самарський
- Вареник
- Філатов
- Вількенс
- Гагін
- німецька вівчарка Тассо.